# Draconarius absentis
Draconarius absentis là một loài nhện trong họ Amaurobiidae.
Loài này thuộc chi Draconarius. Draconarius absentis được Jia-Fu Wang miêu tả năm 2003.